# Coppa del mondo di corsa in montagna 2014
La Coppa del mondo di corsa in montagna 2014 si è disputata su sei prove sotto il nome di "WMRA Grand Prix" . La coppa maschile è stata vinta da Petro Mamu, quella femminile da Andrea Mayr.

## Gare di coppa del mondo 2014
Per il 2014 le gare valevoli per la coppa del mondo erano sei, contano i migliori quattro risultati. Un atleta entra in classifica finale a condizione di aver raccolto punti in almeno due competizioni valevoli per la coppa.
| Gara | Nome della gara              | Luogo di svolgimento | Data         | Nazione  |
| ---- | ---------------------------- | -------------------- | ------------ | -------- |
| 1    | Muttersberglauf              | Bludenz              | 8 giugno     | Austria  |
| 2    | Montée du Grand Ballon       | Willer-sur-Thur      | 15 giugno    | Francia  |
| 3    | Tek na Grintovec             | Kamnik               | 27 luglio    | Slovenia |
| 4    | Asitzgipfel Berglauf         | Leogang              | 31 agosto    | Austria  |
| 5    | Mondiali a Cassette di Massa | Cassette di Massa    | 14 settembre | Italia   |
| 6    | Smarna Gora                  | Lubiana              | 4 ottobre    | Slovenia |

## Punteggi
Ecco come sono stati ripartiti i punti per la coppa del mondo 2014. Dal primo al trentesimo rango. Per la gara finale, la Smarna Gora, e per i campionati del mondo vengono attribuiti maggiori punti.
| Rango | Punti | Punti gara finale e mondiale |
| ----- | ----- | ---------------------------- |
| 1°    | 100   | 120                          |
| 2°    | 85    | 102                          |
| 3°    | 75    | 90                           |
| 4°    | 70    | 84                           |
| 5°    | 65    | 78                           |
| 6°    | 60    | 72                           |
| 7°    | 55    | 66                           |
| 8°    | 50    | 60                           |
| 9°    | 45    | 54                           |
| 10°   | 40    | 48                           |

| Rango | Punti | Punti gara finale e mondiale |
| ----- | ----- | ---------------------------- |
| 11°   | 35    | 42                           |
| 12°   | 30    | 37                           |
| 13°   | 27    | 32                           |
| 14°   | 24    | 29                           |
| 15°   | 22    | 26                           |
| 16°   | 20    | 23                           |
| 17°   | 18    | 21                           |
| 18°   | 16    | 19                           |
| 19°   | 14    | 17                           |
| 20°   | 12    | 15                           |

| Rango | Punti | Punti gara finale e mondiale |
| ----- | ----- | ---------------------------- |
| 21°   | 10    | 13                           |
| 22°   | 9     | 11                           |
| 23°   | 8     | 9                            |
| 24°   | 7     | 8                            |
| 25°   | 6     | 7                            |
| 26°   | 5     | 6                            |
| 27°   | 4     | 5                            |
| 28°   | 3     | 4                            |
| 29°   | 2     | 3                            |
| 30°   | 1     | 2                            |

## Uomini
Classifica finale
| Pos. | Atleta                 | Anno | Nazione     | Gara 1 | Gara 2 | Gara 3 | Gara 4 | Gara 5 | Gara 6 | Totale |
| ---- | ---------------------- | ---- | ----------- | ------ | ------ | ------ | ------ | ------ | ------ | ------ |
| 1    | Petro Mamu             | 1978 | Eritrea     |        | 100    |        | 100    | 66     | 120    | 386    |
| 2    | David Schneider        | 1981 | Svizzera    | 70     |        |        | 75     |        | 102    | 247    |
| 3    | Alex Baldaccini        | 1988 | Italia      | 85     |        |        | 55     |        | 90     | 230    |
| 4    | Mitja Kosovelj         | 1984 | Slovenia    | 55     |        | 65     | 27     |        | 78     | 225    |
| 5    | Emanuele Manzi         | 1977 | Italia      | 30     | 50     |        | 50     |        | 84     | 214    |
| 6    | Isaac Toroitich Kosgei | 1981 | Kenya       |        |        | 100    | 70     | 23     |        | 193    |
| 7    | Francis Muigai Wangari | 1990 | Kenya       |        |        | 75     | 65     |        |        | 140    |
| 8    | Robbie Simpson         | 1991 | Regno Unito |        |        | 70     | 60     | 2      |        | 132    |
| 9    | Hirum Wandangi         | 1989 | Kenya       | 75     | 40     |        |        |        |        | 115    |
| 10   | Stefan Paternoster     | 1979 | Austria     | 60     |        |        | 45     |        |        | 105    |
| 11   | Sandor Szabo           | 1993 | Ungheria    | 45     |        |        | 12     |        | 48     | 105    |
| 12   | Nejc Kuhar             | 1985 | Slovenia    |        |        | 85     |        |        | 11     | 96     |
| 13   | Riccardo Sterni        | 1989 | Italia      |        |        |        | 35     |        | 60     | 95     |
| 14   | Gasper Bregar          | 1990 | Slovenia    |        |        | 27     |        |        | 66     | 93     |
| 15   | Julien Rancon          | 1980 | Francia     |        | 70     |        |        | 21     |        | 91     |
| 16   | Simon Alic             | 1971 | Slovenia    |        |        | 50     |        |        | 26     | 76     |
| 17   | Andrei Leanca          | 1995 | Romania     | 14     |        |        | 24     |        | 32     | 70     |
| 18   | Rok Bratina            | 1994 | Slovenia    |        |        | 30     | 22     |        | 15     | 67     |
| 19   | Peter Lamovec          | 1984 | Slovenia    |        |        | 24     |        |        | 42     | 66     |
| 20   | Klemen Triler          | 1977 | Slovenia    |        | 27     | 35     |        |        |        | 62     |
| 21   | Adam Kovacs            | 1986 | Ungheria    | 40     |        |        | 2      |        |        | 42     |
| 22   | Ian Conroy             | 1980 | Irlanda     |        |        |        | 16     |        | 23     | 39     |
| 23   | Helmut Schmuck         | 1963 | Austria     | 27     |        |        | 5      |        |        | 32     |
| 24   | Kilian Mooney          | 1995 | Irlanda     |        |        |        | 8      |        | 17     | 25     |
| 25   | Fujio Miyachi          | 1978 | Giappone    | 16     |        | 6      |        |        |        | 22     |
| 26   | Giovanni Tacchini      | 1986 | Italia      |        |        |        | 7      |        | 13     | 20     |
| 27   | Metod Bregar           | 1969 | Slovenia    |        |        | 1      |        |        | 9      | 10     |
| 28   | Bostian Erjavsek       | 1982 | Slovenia    |        |        | 5      |        |        | 3      | 8      |

## Donne
Classifica finale
| Pos. | Atleta               | Anno | Nazione     | Gara 1 | Gara 2 | Gara 3 | Gara 4 | Gara 5 | Gara 6 | Totale |
| ---- | -------------------- | ---- | ----------- | ------ | ------ | ------ | ------ | ------ | ------ | ------ |
| 1    | Andrea Mayr          | 1979 | Austria     | 100    |        |        | 100    | 120    | 120    | 440    |
| 2    | Mateja Kosovelj      | 1988 | Slovenia    | 40     |        | 100    | 85     | 66     | 102    | 353    |
| 3    | Timea Merenyi        | 1971 | Ungheria    | 65     | 85     | 75     | 60     | 7      |        | 285    |
| 4    | Alice Gaggi          | 1987 | Italia      |        |        |        | 55     | 60     | 90     | 205    |
| 5    | Antonella Confortola | 1975 | Italia      |        |        |        | 70     | 32     | 78     | 180    |
| 6    | Lucy Wambui Murigi   | 1985 | Kenya       |        |        |        | 75     | 102    |        | 177    |
| 7    | Valentina Belotti    | 1987 | Italia      | 75     | 100    |        |        |        |        | 175    |
| 8    | Sarah Tunstall       | 1986 | Regno Unito | 35     |        |        | 40     |        | 84     | 159    |
| 9    | Jana Bratina         | 1987 | Slovenia    |        |        | 85     |        |        | 72     | 157    |
| 10   | Melanie Noll         | 1984 | Germania    | 55     | 75     |        |        |        |        | 130    |
| 11   | Valerija Mrak        | 1971 | Slovenia    |        |        | 70     |        |        | 48     | 118    |
| 12   | Susanne Mair         | 1994 | Austria     | 45     |        |        | 65     |        |        | 110    |
| 12   | Karin Freitag        | 1980 | Austria     | 60     |        |        | 50     |        |        | 110    |
| 14   | Mihaela Tusar        | 1966 | Slovenia    |        |        | 55     | 20     |        | 32     | 107    |
| 15   | Karmen Klancnik      | 1990 | Slovenia    |        |        | 65     |        |        | 29     | 94     |
| 16   | Samanta Galassi      | 1988 | Italia      |        |        |        | 27     |        | 60     | 87     |
| 17   | Urska Trobec         | 1967 | Slovenia    |        |        | 50     |        |        | 21     | 71     |
| 18   | Petra Miklosa        | 1974 | Slovenia    |        |        | 40     |        |        | 23     | 63     |
| 19   | Maja Peperko         | 1986 | Slovenia    |        |        | 27     |        |        | 26     | 53     |
| 20   | Monique Siegel       | 1989 | Germania    | 50     |        |        |        | 2      |        | 52     |
| 21   | Dominika Wisniewska  | 1986 | Polonia     |        |        |        | 35     | 8      |        | 43     |
| 22   | Boza Meza            | 1957 | Slovenia    |        |        | 9      |        |        | 17     | 26     |
| 23   | Marta Sorli          | 1962 | Slovenia    |        |        | 12     |        |        | 13     | 25     |
| 24   | Natalie Biasolo      | 1965 | Italia      | 7      |        |        | 1      |        |        | 8      |